# Carpodacus edwardsii
Carpodacus edwardsii là một loài chim trong họ Fringillidae.